# Phare de Morro de Puercos
Le phare de Morro de Puercos (en espagnol : Faro de Morro de Puercos) est un phare actif situé sur le Cap Morro de Puercos (ceb), dans la province de Los Santos. Il est géré par la Panama Canal Authority .

## Histoire
Morro de Puercos est un promontoire de la péninsule d'Azuero, proche du point le plus méridional du Panamá, entre le cap Mariato et le cap Mala. Le phare n'est accessible qu'en bateau.

## Description
Ce phare est une tour pyramidale métallique à claire-voie, avec une galerie et une balise de 15 m de haut. La tour est peinte en blanc . Il émet, à une hauteur focale de 84 m, un éclat blanc de 1.8 secondes par période de 7.5 secondes. Sa portée est de 19 milles nautiques (environ 35 km).
Identifiant : ARLHS : PAN... - Amirauté :
G3250 - NGA : 111-0040 .

### Lien connexe
- Liste des phares du Panama